# 激情變身夜
《激情變身夜》（英語：Not Myself Tonight），是美國歌手克莉絲汀·阿奎萊拉的一首歌曲，收录于她的第6张录音室专辑《超·未·來》中，於2010年4月6日由RCA唱片作為專輯的首張單曲發行。歌曲由波羅·達·唐製作，由格雷格·柯提斯、伊斯特·迪恩、賈馬爾·瓊斯和傑森·佩里創作，其曲風為电音流行，歌詞展現了阿奎萊拉在舞池上的不同人格。
《激情變身夜》獲得了樂評褒貶不一的評價，一些樂評稱讚了歌曲的曲風，但另一些樂評則批評了歌曲的歌詞。歌曲在美國《告示牌》百强单曲榜最高排第23位，截至2011年3月，其在美國銷量已達到368,000份。歌曲亦進入了加拿大、荷蘭和英國的榜單前20。
歌曲的音樂錄影帶由海普·威廉斯執導，於2010年4月28日首播。該影片是對麥當娜《表現自我》的致敬。錄影帶以性虐恋為主題。為宣傳歌曲，阿奎萊拉在2010年MTV電影大獎、《VH1故事會》和《奥普拉·温弗里秀》等現場表演了歌曲。

## 背景與發行
在阿奎萊拉兒子麥克斯·布拉特曼出生之後，阿奎萊拉在接受瑞安·西克雷斯特的採訪時表示，由於兒子的出生，即將發行的專輯將會展現她作為一名藝人全新的一面。在2008年接受《人物》的採訪時，阿奎萊拉宣佈將在她比佛利山的家中著手錄製新專。阿奎萊拉在懷孕期間聽了許多電子音樂，這啟發了她在新專輯《超·未·來》中加入電子元素。
阿奎萊拉原計畫將歌曲《巨星風采》作為專輯的首張單曲發行。但在2010年3月23日，主打單曲被改成了《激情變身夜》。而單曲封面亦在當天釋出。封面展示了阿奎萊拉身穿黑色皮衣，頭戴惡魔假耳與尾巴的形象。MTV吸睛的塔馬·阿妮塔則將阿奎萊拉的形象與麥當娜和女神卡卡進行了比較。歌曲的歌詞於次日釋出。3月26日，歌曲一份18秒的片段流出。3月30日，全曲在阿奎萊拉官方網站首播。2010年4月6日，歌曲被派往美國當代流行電台。

## 榜單表現
在電台發行首週，《激情變身夜》成為了主流四十強電台和節奏電台加播次數最多的歌曲（6日播放次數886次）空降主流四十強單曲榜第27名。歌曲首週以77,000份數位銷量進入了《告示牌》百强单曲榜第23名，成為阿奎萊拉個人第3高位的空降歌曲，僅次於2008年的《一路長紅》（空降第7名）和2006年的《非你莫屬》（空降第19名）。歌曲在《告示牌》舞曲夜店歌曲榜奪冠。截至2011年3月，歌曲在美國銷量已達到368,000份。歌曲在加拿大百强单曲榜和英國單曲排行榜分別最高排第11和12名。在澳大利亞，歌曲空降並最高排第22名。在新西蘭，歌曲則最高排第32名，僅在榜1週。在韓國，歌曲空降Gaon國際數位榜第4名。

## 音樂錄影帶

### 背景與發行
《激情變身夜》的音樂錄影帶於2010年4月9日在洛杉磯拍攝，由海普·威廉斯執導，於2010年4月30日在Vevo播出。影片的性主題強烈，包含多個性虐恋和綁縛鏡頭。部分鏡頭在教堂以及一些其它嚴肅的場合拍攝。阿奎萊拉頭戴不同的假髮，身穿多套服裝，其中許多造型有著母夜叉風格。

在《激情變身夜》（左）的音樂錄影帶中，阿奎萊拉致敬了瑪丹娜的《表現自我》（右）。

阿奎萊拉表示，影片的部分靈感源於她出演《舞孃俱樂部》期間。她亦稱，這部音樂錄影帶是對麥當娜的致敬，瑪丹娜歌曲《表現自我》則是這部音樂錄影帶的最主要靈感來源。此外亦有部分評論指出，影片的性虐恋主題與瑪丹娜的《人性》和《宛如祈禱者》相似。MTV新聞的吉爾·考夫曼則表示，阿奎萊拉在影片中展現了和《下流》一樣的性描繪。

### 反響
MTV新聞的詹姆斯·蒙哥馬利表示，影片“極度令人驚訝”。《娱乐周刊》的坦納·斯坦斯基則稱，影片與女神卡卡和瑪丹娜的視覺效果相似，指出阿奎萊拉在這部“非原創”的影片中“實在鋌而走險”，并表示“她也許該走一個完全不同的方向來避開這些比較吧。”《滾石》的丹尼爾·克雷普斯寫道，“阿奎萊拉借鑒了實在太多的造型。（……）希望她下次在聚光燈前能更像她自己一點，而少與他人雷同。”《新音乐快递》則將影片列為“有史以來50大最爛音樂錄影帶”第8名。

## 榜單
| 榜單（2010年）                       | 最高 排位 |
| ------------------------------------ | --------- |
| 澳大利亚（澳大利亚唱片业协会單曲榜） | 22        |
| 奥地利（Ö3四十强单曲榜）             | 26        |
| 比利时佛兰德（Ultratop五十强单曲榜） | 24        |
| 比利时瓦隆（Ultratip榜外單曲榜）     | 9         |
| 加拿大（Canadian Hot 100）           | 11        |
| 捷克（電台百強單曲榜）               | 38        |
| 芬蘭（芬兰官方下載榜）               | 29        |
| 日本（Japan Hot 100）                | 3         |
| 德国（德國官方單曲榜）               | 24        |
| 荷兰（荷蘭四十強單曲榜）             | 18        |
| 新西兰（新西兰唱片音乐协会单曲榜）   | 32        |
| 波蘭 (波蘭音樂錄影帶榜)              | 3         |
| 波蘭（波蘭新電台榜）                 | 5         |
| 蘇格蘭（官方榜单公司單曲榜）         | 11        |
| 斯洛伐克（電台百強單曲榜）           | 12        |
| 韓國（Gaon國際數位榜）               | 4         |
| 西班牙（西班牙音樂製作協會）         | 32        |
| 瑞典（瑞典最熱榜）                   | 34        |
| 瑞士（瑞士热门音乐榜）               | 42        |
| 英國（官方榜单公司單曲榜）           | 12        |
| 美国（《告示牌》百大單曲榜）         | 23        |
| 美國（《告示牌》Dance Club Songs）   | 1         |
| 美國（《告示牌》Pop Airplay）        | 14        |
| 美國（《告示牌》Rhythmic Songs）     | 38        |

| 榜單（2010年）                   | 排位 |
| -------------------------------- | ---- |
| 日本（RIAJ付費音樂下載榜）       | 72   |
| 日本（日本熱門100金曲榜）        | 72   |
| 美國（《告示牌》舞曲夜店歌曲榜） | 40   |

## 銷售認證
| 地區                           | 认证 | 认证单位/销量 |
| ------------------------------ | ---- | ------------- |
| 澳大利亚（澳大利亚唱片业协会） | 金   | 35,000^       |
| 美國                           | —    | 432,000       |
| ^僅含認證的出貨量              |      |               |

## 外部連結
- YouTube上的歌曲音樂錄影帶